# Římská inkvizice

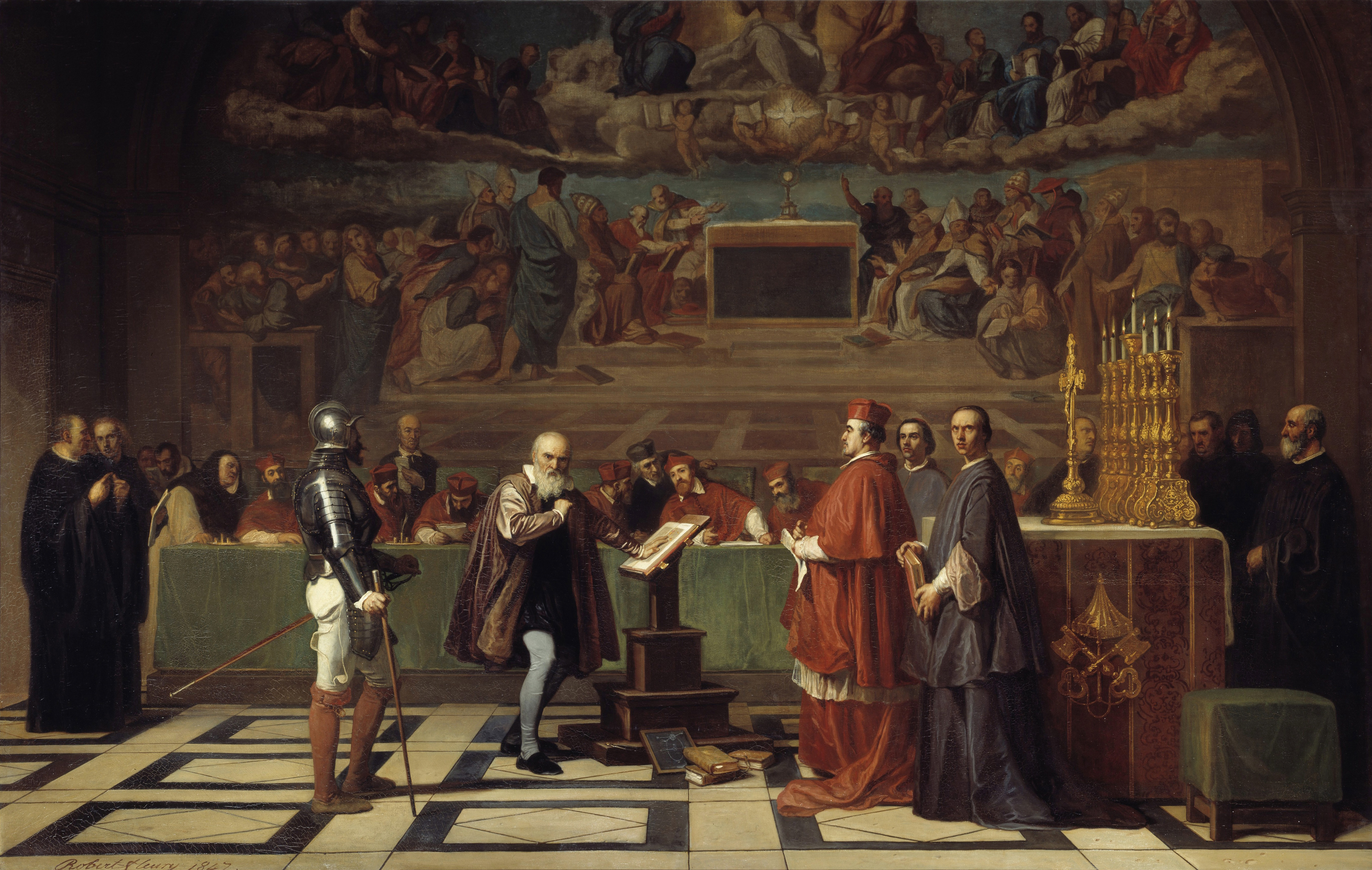
Galileo před Svatým oficiem, Joseph-Nicolas Robert-Fleury, obraz 19. století

Kongregace římské a obecné inkvizice (Congregatio Romanae et universalis Inquisitionis, nazývaná též římská inkvizice nebo Svaté oficium) byla kongregace, která existovala v letech 1542–1908. Jejím úkolem byla ochrana katolického učení před herezemi. V roce 1908 byla zreformována a přejmenována na Posvátnou kongregaci Svatého oficia, ze které se vyvinulo dnešní Dikasterium pro nauku víry.

## Historie
Kongregaci římské a obecné inkvizice založil 21. července 1542 papež Pavel III. bulou Licet ab initio. Původně sloužila jako nejvyšší odvolací církevní soud pro otázky víry a významná součást katolické reformace (resp. protireformace). Po hrůzných zkušenostech se španělskou inkvizicí byla činnost kongregace řízena striktními procedurálními směrnicemi.
Význam inkvizice v novověku zvolna upadal, jednak v souvislosti s postupující protestantskou reformací a vzniku církví nezávislých na církvi římské, jednak s růstem moci absolutistických panovníků v 17. století, kteří nebyli ochotni podřizovat se rozhodnutím inkvizice a dalších institucí papeže.

## Změna názvu kongregace
V roce 1908 papež Pius X. kongregaci zreformoval a přejmenoval na Posvátnou kongregaci Svatého oficia, v roce 1965 pak byla Posvátná kongregace Svatého oficia znovu zreformována spolu s celou kurií papežem Pavlem VI. a přejmenována na Kongregaci pro nauku víry.

## Kontroverzní rozhodnutí a procesy
V roce 1616 vydala římská inkvizice nález, podle kterého je myšlenka, že Slunce je nehybné, je středem vesmíru a Země kolem něj obíhá, hloupou a absurdní filosofií a formální herezí.
S touto inkvizicí je spojen např. proces s Galileem v 30. letech 17. století.
V roce 2000 se papež Jan Pavel II. omluvil za hříchy, které římští katolíci spáchali ve jménu své víry včetně přehmatů během inkvizice, systematického útlaku prováděného církevními hodnostáři, aby byly chráněny ortodoxní doktríny.